# S. K. O’Brien-Coker
S. K. O’Brien-Coker (* 20. Jahrhundert; † nach 1984) war ein gambischer Richter.

## Leben
Mit der Ernennung O’Brien-Cokers war einer der ersten namhaften Gambischen Inhaber des Richteramtes am Obersten Gerichtshof. In der Person des Hon. Mr. Justice S.K. O’Brien-Coker ehemaliger Solicitor General. Nach seiner Ernennung und Vereidigung durch den Präsidenten wurde er am 21. Juni 1983 von Richter Ayoola in einer bewegenden Zeremonie im Gericht Nr. I dem gesamten Richterstuhl und der Anwaltskammer vorgestellt. Die Erwartung, dass dies die Tür für den Beitritt weiterer Gambier zur Richterbank öffnen würde, sollte sich lange Zeit nicht erfüllen. Viele Jahre lang folgten nur sehr wenige Gambier dem Beispiel von Richter O’Brien-Coker.
Wallace G. Grante wurde Nachfolger von O’Brien-Coker Solicitor General.

## Auszeichnungen und Ehrungen
- Demba A. Jawo nennt O’Brien-Coker im 2015 veröffentlichten Artikel The Gambia at 50: Fifty prominent Gambians who helped to shape the nation im The Standard[3]